# Gerhard Sterr
Gerhard Sterr (* 19. Juli 1933 in München; † 28. Oktober 2011 ebenda) war ein deutscher  Jazzmusiker, der die Dixielandband Hot Dogs leitete; er war auch als Bildender Künstler tätig.

## Leben
Sterr wuchs an der Schwanthaler Höhe auf. Dort erlebte er die Kriegszeit samt Ausbombung, bis seine Klasse des Theresiengymnasiums wegen der Fliegerangriffe aufs Land geschickt wurde. Sein Vater Joseph war als Kommunist im KZ. Nach dem Ende der NS-Diktatur lernte er in München den Jazz kennen, vor allem den Boogie, der ihn elektrisierte und den er in Clubs des Bahnhofsviertels am Klavier spielte. Sterr studierte Maschinenbau, lehnte eine Stelle an der Uni Berlin ab, weil er München und die Eltern nicht verlassen wollte, und arbeitete schließlich beim TÜV München. 1955 gründete er die Hot Dogs, für die er auch komponierte und arrangierte. Sterr war auch Mitglied des Deutschen Komponistenverbandes.
Sterr betätigte sich außerdem als Bildender Künstler; er malte surrealistische Bilder. Bei einer Dienstreise in Brüssel besuchte er sein Idol René Magritte. Ab 1974 lebte er mit seiner Frau in seinem von ihm mitentworfenen Haus in der Fasanerie-Nord. Sterr wurde am 3. November 2011 auf dem Friedhof Feldmoching bestattet.
2014 präsentierte das Kulturzentrum 2411 posthum seine surrealistischen Bilder.